# Çatak
Çatak  est un district et une ville de Turquie, située dans la province de Van, à proximité de la frontière avec l'Iran. En 2000, la population du district s'élève à 23 816 habitants et celle de la ville seule à 5 892 habitants.